# Suzanne Pagé
Suzanne Pagé (* 1941 in Rennes) ist eine französische Kuratorin und Museumsdirektorin.

## Leben und Werk
Suzanne Pagé hatte von 1961 bis 1968 Klassische Altertumswissenschaft und Kunstgeschichte studiert. Sie war seit 1973 Kuratorin am Musée d’art moderne de la Ville de Paris. Das Département de l’ARC (Animation, Recherche, Confrontation) ist die Abteilung für zeitgenössische Kunst am Musée d’art moderne de la Ville de Paris. Es wurde 1966 von Pierre Gaudibert und Suzanne Pagé errichtet und hatte bis 1988 einen selbständigen Status. Die erste Ausstellung fand 1967 statt. Von 1973 bis 1988 unterstand es Suzanne Pagé. Die Ausstellungen stellten Künstler der Gegenwart oft in Form einer Retrospektive vor. So unter anderen 1974 Wolf Vostell, 1976 Hannah Höch, 1978 Nam June Paik und 1982 Joan Mitchell.
1986 kuratierte sie den französischen Pavillon (Daniel Buren) auf der Biennale di Venezia und wurde mit dem „Goldenen Löwen“ geehrt. Von 1988 bis 2006 leitete sie das Musée d’art moderne de la Ville de Paris. Dort organisierte Pagé 1993 die Ausstellung „Figures du moderne: l'expressionnisme en Allemagne“. Sie nahm 2006 die Position als künstlerische Leiterin der Stiftung Louis Vuitton an.
Pagé hat unter anderem mit den Künstlern Bruce Nauman, Agnes Martin, Dan Graham, Gerhard Richter, Olafur Eliasson, Matthew Barney, Christian Boltanski, Annette Messager, Dominique Gonzalez-Foerster und Roni Horn zusammengearbeitet.

## Auszeichnungen
- 1996: Goethe-Medaille
- 2008: Art Cologne Preis[5]